# Monomon l'araignée d'eau
Monomon l'araignée d'eau (水グモもんもん, Mizugumo Monmon) est un court-métrage de Hayao Miyazaki, sorti en 2006 et produit par le studio Ghibli. Il peut être vu au Musée Ghibli à Mitaka, Tokyo.

## Synopsis
Le court métrage est inspiré en partie de Boro la petite chenille, une idée sur laquelle Hayao Miyazaki a commencé à travailler avant le début de la production de Princesse Mononoké. Le personnage principal du court-métrage est une araignée d'eau tombée amoureuse d'une gerris. Bien qu'elle en ait peur au début, la gerris s'habitue rapidement à sa présence.